# Ланча Априлия
Ланча Априлия (на италиански: Lancia Aprilia) е италиански автомобил, произвеждан от торинския производител Ланча в периода 1936 – 1949 г.

## История
След успешните серии на Ланча Ламбда Винченцо Ланча и неговият екип взимат решение за създаване на компактен автомобил с универсална платформа. Проектът е бил толкова важен поради увеличеното военно производство в страната. Универсалната платформа на модела дава възможност за различни версии на модела, от което се спестява излишен труд и средства. Върху новата платформа най-много се работи върху подобряването на кормилната уредба и синхронизацията на работа на основните контактни блокове на задвижващите елементи. Първоначално възложеното име на модела е Артенес, но по-късно той е преименуван на Априлия. Моделът притежава идентични системи като Ланча Аугуста. Предназначен е за заможни хора, мислещи с перспектива. Луксозните и спортните версии, произвеждани в единици бройки, са предлагани на елитната част от обществото. Батиста Фалчето е главен проектант на модела. Няколко месеца преди автомобилът да излезе на официалната сцена умира основателят на фирмата – Винченцо Ланча. Въпреки това синът му и бордът на компанията продължават усърдната работа. През 1937 г. моделът официално е представен на изложението в Париж. Година по-късно е представена и луксозната му версия.

## Технически характеристики
- 4-цилиндров двигател с алуминиев корпус, V-образен на 45 градуса
- 1.351,6 кубически сантиметра
- 48 конски сили
- 125 километра в час максимална скорост

## Иновации
Ланча Априлия е един от първите автомобили в света с независимо окачване на четирите колела.